# المقاومة الداخلية للفصل العنصري

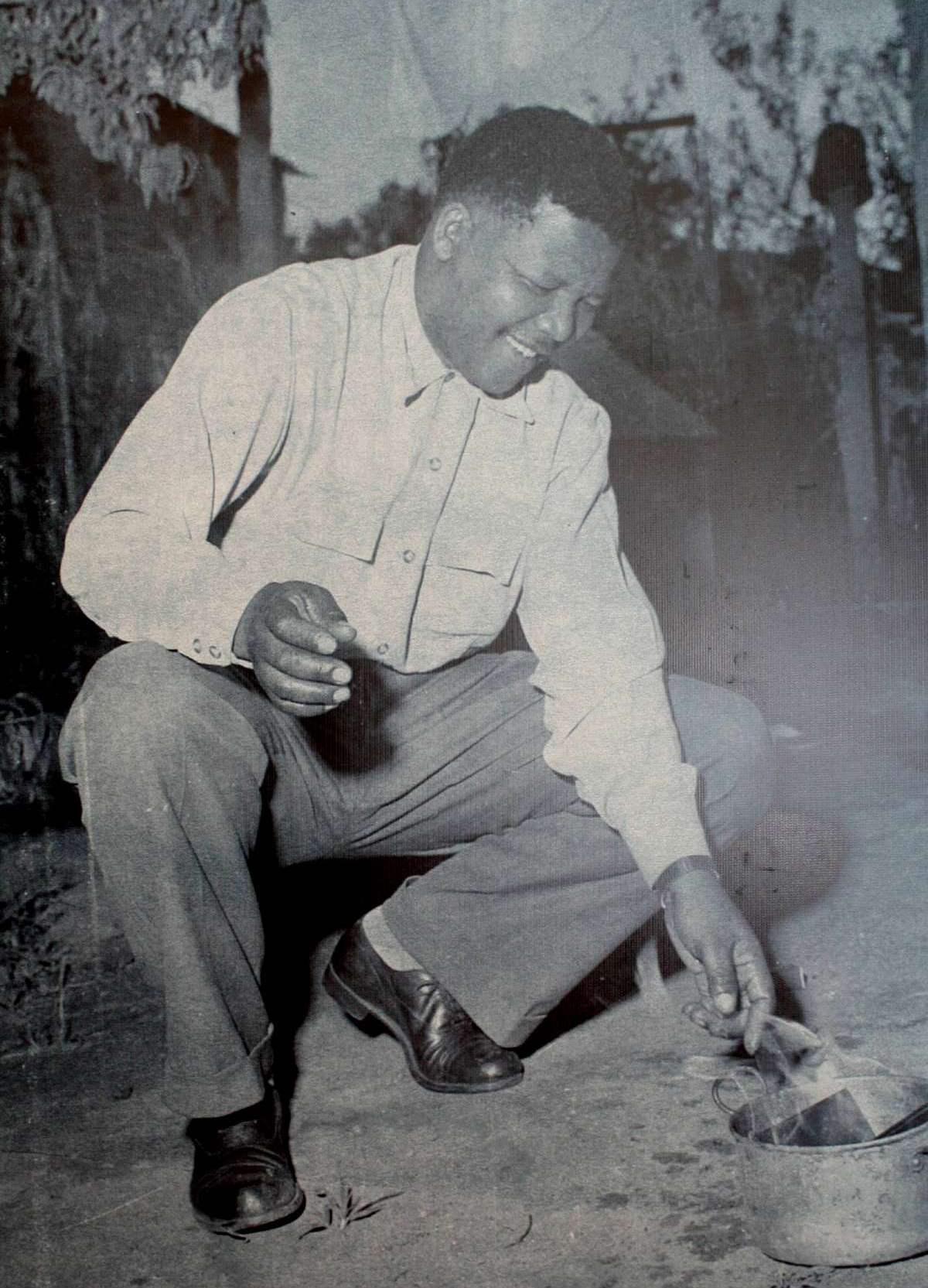
نيلسون مانديلا يحرق البطاقة التي كان مطلوبا من جميع السود في جنوب أفريقيا أن يحملوها في ظل نظام الفصل العنصري.

برزت المقاومة الداخلية للفصل العنصري في جنوب أفريقيا من عدة قطاعات مستقلة في مجتمع جنوب أفريقيا، واتخذت أشكالًا تتراوح بين الحركات الاجتماعية والمقاومة السلمية لحرب العصابات. كان للعمل الجماهيري ضد حكومة الحزب الوطني الحاكم، إلى جانب عزلة جنوب أفريقيا الدولية المتنامية والعقوبات الاقتصادية، دور فعال في التوصل إلى مفاوضات لإنهاء نظام الفصل العنصري، الذي بدأ رسميًا في عام 1990، وانتهى بإقامة أول انتخابات متعددة الأعراق في جنوب أفريقيا، بموجب اقتراع عمومي عام 1994.
تبنى الحزب الوطني نظام الفصل العنصري كسياسة رسمية لحكومة جنوب أفريقيا بعد فوزهم في الانتخابات العامة عام 1948. بدأ المؤتمر الوطني الأفريقي، منذ أوائل خمسينيات القرن العشرين، حملة لتحدي المقاومة السلبية. استهدفت احتجاجات العصيان المدني اللاحقة حالات حظر التجول، وقوانين الاجتياز، والفصل العنصري «المصغر» في المنشأت العامة. أدت بعض المظاهرات المناهضة للفصل العنصري إلى أعمال شغب واسعة النطاق في بورت إليزابيث وإيست لندن في عام 1952، ولكن لم يحدث التدمير المنظم للممتلكات بشكل متعمد حتى عام 1959. في ذلك العام، أدى الغضب من قوانين الاجتياز والأنظمة البيئية، التي اعتبرها المزارعون السود غير منصفة، إلى سلسلة من الحرائق المتعمدة التي استهدفت مزارع قصب السكر. ظلت منظمات كالمؤتمر الوطني الأفريقي والحزب الشيوعي الجنوب أفريقي ومؤتمر عموم الأفارقة منشغلة بتنظيم إضرابات طلابية ومقاطعة العمل بين عامي 1959 و1960. في أعقاب مذبحة شاربفيل، بدأت بعض الحركات المناهضة للفصل العنصري، بما فيها المؤتمر الوطني الأفريقي ومؤتمر عموم الأفارقة، تحولًا في التكتيكات من عدم التعاون السلمي إلى تشكيل أجنحة مقاومة مسلحة.
استمرت الإضرابات الجماهيرية والمظاهرات الطلابية في سبعينيات القرن العشرين، مدعومةً بتنامي بطالة السود، وعدم شعبية حرب الحدود الجنوب أفريقية، وحركة الوعي الأسود الجديدة. أدى القمع الوحشي لاضطرابات سويتو لعام 1976 إلى تطرف جيل من النشطاء السود وإلى تعزيز قوة عصابات حزب المؤتمر الوطني الأفريقي المسماة رمح الأمة. نفذ رمح الأمة، في الفترة من عام 1976 إلى عام 1987، سلسلة من هجمات القنابل الناجحة، استهدفت مرافق حكومية، وخطوط نقل، ومحطات لتوليد الكهرباء، وبنية تحتية مدنية أخرى. رد جيش جنوب إفريقيا، في كثير من الأحيان، بمداهمة المنازل الآمنة لحزب المؤتمر الوطني الأفريقي في البلدان المجاورة.
قام الحزب الوطني بعدة محاولات لإصلاح نظام الفصل العنصري، بدءًا من الاستفتاء الدستوري لعام 1983. كان ذلك بمثابة مقدمة للبرلمان الثلاثي، الذي سمح ببعض التمثيل البرلماني للملونين والهنود، ولكنه استمر في إنكار الحقوق السياسية للسود في جنوب أفريقيا. أثار الخلاف الناجم عن ذلك موجة جديدة من الحركات الاجتماعية والجماعات المجتمعية المناهضة للفصل العنصري التي أعربت عن مصالحها من خلال جبهة وطنية سياسية، هي الجبهة الديمقراطية المتحدة. تصاعد، في الوقت نفسه، التنافس بين الفصائل، المؤتمر الوطني الأفريقي، ومؤتمر عموم الأفارقة وتنظيم الشعب الأزاني، وهو حركة مسلحة ثالثة، إلى عنف طائفي، إذ حاربت المجموعات الثلاث من أجل النفوذ. انتهزت الحكومة الفرصة لإعلان حالة الطوارئ في عام 1986، واحتجزت الآلاف من معارضيها السياسيين دون محاكمة.
بدأت المفاوضات الثنائية السرية لإنهاء الفصل العنصري في عام 1987 نتيجة رد الحزب الوطني على الضغط الخارجي المتزايد وأجواء الاضطرابات السياسية. أُطلق سراح كبار المسؤولين في المؤتمر الوطني الأفريقي مثل غوفان مبيكي ووالتر سيسولو من السجن بين عامي 1987 و1989، وألغي الرئيس فريديريك ويليم دي كليرك إدراج المؤتمر الوطني الأفريقي ومؤتمر عموم الأفارقة، في عام 1990، من قائمة المنظمات المحظورة، وأُطلق سراح نيلسون مانديلا من السجن. توصل تنظيم رمح الأمة، في العام نفسه، إلى وقف إطلاق نار رسمي مع قوات الدفاع في جنوب أفريقيا. أُلغيت قوانين أخرى للفصل العنصري في 17 يونيو 1991، واستمرت المفاوضات متعددة الأحزاب حتى إجراء أول انتخابات عامة متعددة الأعراق في أبريل 1994.

## دور المرأة
شاركت نساء جنوب إفريقيا في حركات مناهضة الفصل العنصري والتحرير التي سيطرت على جنوب أفريقيا. رغم أن هؤلاء الناشطات نادرًا ما كن على رأس المنظمات الرئيسية، على الأقل في بداية الحركة، إلا أنهن كن فاعلات رئيسيات. كانت رابطة نساء البانتو، التي تأسست عام 1913، واحدة من أقدم المنظمات. انتشرت الناشطات، في ثلاثينيات وأربعينيات القرن العشرين، في الحركات النقابية، التي كانت أيضًا بمثابة وسيلة للتنظيم في المستقبل. أُنشئت، في خمسينيات القرن العشرين، منظمات حصرية للنساء كرابطة نساء المؤتمر الوطني الأفريقي، ومجلس المرأة التابع للمنظمة الشعبية لجنوب غرب أفريقيا (سوابو). تأسس اتحاد نساء جنوب إفريقيا في أبريل 1954، بهدف مكافحة العنصرية واضطهاد المرأة وجعل المرأة الأفريقية تفهم أن لها حقوقًا كإنسان وكامرأة على حد سواء. في حين قاتلت الناشطات مع الرجال وشاركن في المظاهرات وحركات حرب العصابات، عملت رابطة نساء المؤتمر الوطني الأفريقي واتحاد نساء جنوب إفريقيا كذلك بشكل مستقل، ونظما حملات لمقاطعة استخدام وسائل النقل العام وحملات ضد قوانين الاجتياز التقييدية في بريتوريا وشاربفيل. شارك في المظاهرات نحو 20,000 امرأة. أُلقي القبض على العديد من المشاركات أو أُجبرن على النفي أو السجن، كليليان نغويي. اعتُقل نحو 2000 امراة عام 1958، خلال حملة ضد قوانين الاجتياز. حُظرت منظمات عديدة كاتحاد نساء جنوب أفريقيا، بعد مجزرة شاربفيل، وتوارت عن الأنظار.
كافحت نساء جنوب أفريقيا، في الوقت نفسه، التمييز بين الجنسين، وطالبن بحقوق خاصة بالمرأة، كحقوق الأسرة، والأطفال، والمساواة بين الجنسين والحصول على التعليم. تبنى اتحاد نساء جنوب أفريقيا، في مؤتمر عُقد في جوهانسبورغ عام 1954، «ميثاق المرأة» الذي ركّز على الحقوق الخاصة بالمرأة سواء كنساء أو أمهات. أشار الميثاق إلى حقوق الإنسان وحقوق المرأة وطالب بمساواة عالمية وتحرر وطني. تقدم اتحاد نساء جنوب أفريقيا، عام 1955، وفي وثيقة أُعدت استعدادًا لمؤتمر الشعب، بمزيد من المطالب، منها التعليم المجاني للأطفال، وتوفير مرافق إسكان مناسبة، وظروف عمل جيدة، كإلغاء عمالة الأطفال وتحديد حد أدنى للأجور.
استقطبت أعمالهن ومطالبهن اهتمام الأمم المتحدة تدريجيًا، ومارسن الضغط على المجتمع الدولي. حضرت نغويي، في عام 1954، المؤتمر العالمي للمرأة في لوزان، سويسرا. حضر المؤتمر الوطني الأفريقي عقد الأمم المتحدة للمرأة لعام 1975 في كوبنهاغن، وأُعد، في عام 1980، مقال عن دور المرأة في حركة التحرير، من أجل مؤتمر الأمم المتحدة العالمي، الذي كان حاسمًا في الاعتراف بنساء جنوب أفريقيا ودورهن في حركة مناهضة الفصل العنصري.
كانت إيدا منتوانا، ونغويي، وهيلين جوزيف، ودوروثي نييمبي، ناشطات بارزات خلال حركة مناهضة الفصل العنصري. انضمت نغويي إلى السلطة التنفيذية الوطنية للمؤتمر الوطني الأفريقي، وانتُخبت، في بادئ الأمر، نائبًا للرئيس ثم، في وقت لاحق، رئيسة لاتحاد نساء جنوب أفريقيا عام 1959. قضت العديد من هؤلاء القادة فترات طويلة في السجن.